# Ghiacciaio Sohm
Il ghiacciaio Sohm (in inglese Hoek Glacier) (66°07′S 64°49′W) è un ghiacciaio situato sulla costa di Graham, nella parte occidentale della Terra di Graham, in Antartide. Il ghiacciaio, il cui punto più alto si trova 805 m s.l.m., fluisce fino a entrare nel flusso del ghiacciaio Bilgeri, nella penisola Velingrad.

## Storia
Il ghiacciaio Sohm è stato avvistato e mappato per la prima volta durante la spedizione britannica nella Terra di Graham, 1934-37, al comando di John Rymill. Nel 1959 è stato poi così battezzato dal Comitato britannico per i toponimi antartici in onore di Victor Sohm, sciatore austriaco inventore di uno speciale tipo di pelle di foca e di sciolina.